# Biatora aegrefaciens
Biatora aegrefaciens är en lavart som beskrevs av Printzen. Biatora aegrefaciens ingår i släktet Biatora och familjen Ramalinaceae.  Arten är reproducerande i Sverige. Inga underarter finns listade i Catalogue of Life.